# Guanina
Guanina, 2-amino-6-oksypuryna – organiczny związek chemiczny z grupy puryn, jedna z pięciu zasad azotowych, wchodzących w skład podstawowych nukleotydów kwasów nukleinowych (DNA i RNA). W kwasach nukleinowych tworzy komplementarną parę z cytozyną (C).
Guanina to biała substancja krystaliczna nierozpuszczalna w wodzie. Formuje ona kryształy molekularne.
Nazwa „guanina” pochodzi z wyodrębnienia tego związku z odchodów (guana) ptaków.

## Historia
Pierwszy raz związek został wyodrębniony w 1844 roku z odchodów morskich ptaków, nazywanych guanem. Ponad 50 lat później Emil Fischer ustalił strukturę guanozyny, a następnie wykazał, że kwas moczowy może zostać łatwo przekształcony do guanozyny.

## Właściwości
Guanina, podobnie jak adenina i cytozyna, występuje zarówno w RNA, jak i DNA, podczas gdy tymina występuje głównie w DNA, a uracyl głównie w RNA. Ma ona dwie formy tautomeryczne – ketonową i enolową. Forma ketonowa jest dominująca, udział formy enolowej w populacji cząsteczek guaniny jest minimalny. W kwasach nukleinowych guanina poprzez trzy wiązania wodorowe formuje parę z cytozyną. W cząsteczce cytozyny grupa aminowa działa jako donor wodoru natomiast grupa karbonylowa przy węglu C2 i azot w pozycji 3 stanowią akceptory wodorów. Guanina posiada karbonylową grupę akceptorową przy węglu C6 oraz dwie grupy donorowe.

Parowanie się guaniny i cytozyny w kwasach nukleinowych

W środowisku silnych kwasów guanina rozkłada się do glicyny, amoniaku oraz tlenku węgla. Guanina jest bardziej podatna na utlenianie niż adenina. Wysoka temperatura topnienia (powyżej 350 °C) wynika z silnych oddziaływań międzycząsteczkowych pomiędzy grupami funkcyjnymi zawierającymi azot i tlen. Obecność tych oddziaływań tłumaczy także słabą rozpuszczalność w czystej wodzie. Dodatek kwasu lub zasady niszczy interakcje między cząsteczkami guaniny, zwiększając jej rozpuszczalność.